# Osby (plaats)
Osby is de hoofdplaats van de gemeente Osby in de in Zweden gelegen provincie Skåne. De plaats heeft 6947 inwoners (2005) en een oppervlakte van 821 hectare. Het speelgoedbedrijf Brio komt uit Osby.

## Verkeer en vervoer
Bij de plaats lopen de Riksväg 15 en Riksväg 23.
De plaats ligt met een station aan de spoorlijn Katrineholm - Malmö.

## Geboren in Osby
- Daniel Börtz, 8 augustus 1943, componist
- Magnus Åkerlund (25 april 1986), ijshockeykeeper
- Kikki Danielsson (10 mei 1952), Zweeds country- en popzangeres en accordeoniste

Osby · Lönsboda · Killeberg